# سیارک ۱۱۷۲۵
سیارک ۱۱۷۲۵ (به انگلیسی: 11725 Victoriahsu، نامگذاری:1998HM146) یازده هزار و هفتصد و بیست و پنجمین سیارک کشف شده‌است که در ۲۱ آوریل ۱۹۹۸ کشف شد.
قدر مطلق سیارک برابر ۱۹٫۵ است.